# Ferrari America
Ferrari America es una serie de modelos de alta gama de Ferrari, construidos en las décadas de 1950 y 1960. Eran automóviles de gran turismo equipados con grandes motores V12, y a menudo tenían carrocerías personalizadas. Todos los modelos de las series America usaban un eje vivo en la parte trasera, tenían motor delantero y tracción trasera y disponían de dirección con un sistema de husillo de bolas.
Dos de las series, la 410 y la 400, se denominaron Superamerica. El último miembro de la familia recibió el nombre de 500 Superfast. La serie también incluye al 365 California.

## Series
| Ferrari 340 America                    | Ferrari 340 America                             | Ferrari 340 America                             |
| -------------------------------------- | ----------------------------------------------- | ----------------------------------------------- |
| Ferrari 340 America Touring Berlinetta |                                                 |                                                 |
| Datos generales                        |                                                 |                                                 |
| Fabricante                             | Ferrari                                         | Ferrari                                         |
| Período                                | 1950–1952 25 fabricados (2 convertidos a 275 S) | 1950–1952 25 fabricados (2 convertidos a 275 S) |
| Configuración                          |                                                 |                                                 |
| Carrocerías                            | 2-puertas cupé 2-puertas roadster               | 2-puertas cupé 2-puertas roadster               |
| Dimensiones                            |                                                 |                                                 |
| Distancia entre ejes                   | 2420 mm                                         | 2420 mm                                         |
| Planta motriz                          |                                                 |                                                 |
| Motor                                  | 4.1 L (4101.66 cc) Lampredi V12                 | 4.1 L (4101.66 cc) Lampredi V12                 |
| Potencia                               | 220 PS                                          | 220 PS                                          |
| Mecánica                               |                                                 |                                                 |
| Transmisión                            | 5-marchas manual                                | 5-marchas manual                                |
| [ editar datos en Wikidata ]           |                                                 |                                                 |

| Ferrari 342 America                   | Ferrari 342 America                  | Ferrari 342 America                  |
| ------------------------------------- | ------------------------------------ | ------------------------------------ |
| Ferrari 342 America Pinin Farina Cupé |                                      |                                      |
| Datos generales                       |                                      |                                      |
| Fabricante                            | Ferrari                              | Ferrari                              |
| Período                               | 1952 6 fabricados                    | 1952 6 fabricados                    |
| Configuración                         |                                      |                                      |
| Carrocerías                           | 2-puertas cupé 2-puertas convertible | 2-puertas cupé 2-puertas convertible |
| Dimensiones                           |                                      |                                      |
| Distancia entre ejes                  | 2650 mm                              | 2650 mm                              |
| Planta motriz                         |                                      |                                      |
| Motor                                 | 4.1 L (4101.66 cc) Lampredi V12      | 4.1 L (4101.66 cc) Lampredi V12      |
| Potencia                              | 200 PS                               | 200 PS                               |
| Mecánica                              |                                      |                                      |
| Transmisión                           | 4-marchas manual                     | 4-marchas manual                     |
| [ editar datos en Wikidata ]          |                                      |                                      |

| Ferrari 375 America          | Ferrari 375 America                                  | Ferrari 375 America                                  |
| ---------------------------- | ---------------------------------------------------- | ---------------------------------------------------- |
|                              |                                                      |                                                      |
| Datos generales              |                                                      |                                                      |
| Fabricante                   | Ferrari                                              | Ferrari                                              |
| Período                      | 1953–1954 12 fabricados (2 convertidos a 250 Europa) | 1953–1954 12 fabricados (2 convertidos a 250 Europa) |
| Configuración                |                                                      |                                                      |
| Carrocerías                  | 2-puertas cupé 2-puertas convertible                 | 2-puertas cupé 2-puertas convertible                 |
| Dimensiones                  |                                                      |                                                      |
| Distancia entre ejes         | 2800 mm                                              | 2800 mm                                              |
| Planta motriz                |                                                      |                                                      |
| Motor                        | 4.5 L (4522.08 cc) Tipo 104 Lampredi V12             | 4.5 L (4522.08 cc) Tipo 104 Lampredi V12             |
| Potencia                     | 300 PS                                               | 300 PS                                               |
| Mecánica                     |                                                      |                                                      |
| Transmisión                  | 4-marchas manual                                     | 4-marchas manual                                     |
| [ editar datos en Wikidata ] |                                                      |                                                      |

### 340 América

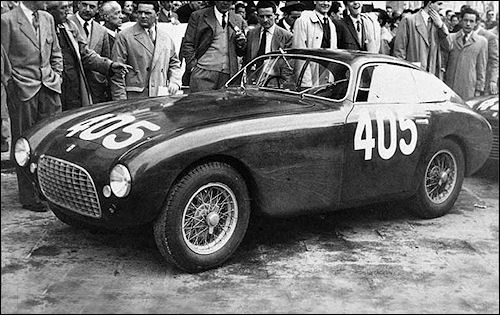
340 America que ganó las Mille Miglia en 1951

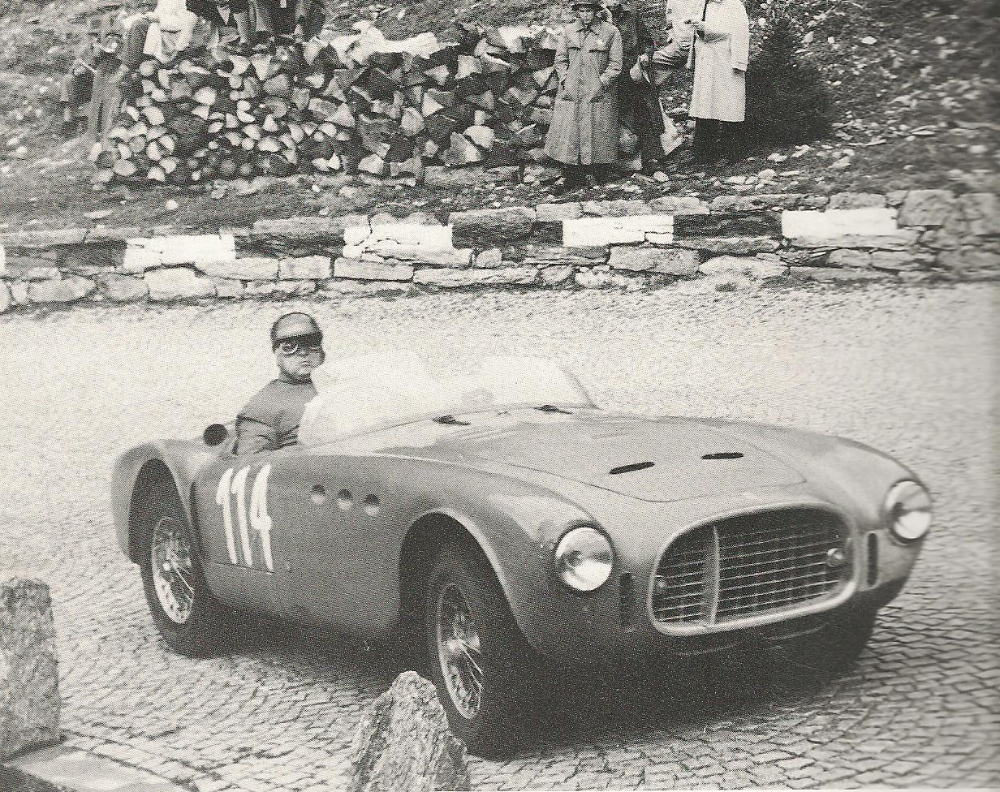
340 América pilotado por Piero Scotti

Los primeros coches de la serie America fueron los 340, producidos entre 1950 y 1952. Usando el nuevo motor V12 Lampredi desarrollado para las carreras de Fórmula 1, el 340 America disponía de 220 CV (162 kW; 217 HP).
Originalmente, solo se fabricaron 23 unidades: once carrozadas por Vignale, ocho por Touring y cuatro por Ghia. Giovanni Michelotti diseñó el Cupé y el Cupé 2+2 para Ghia y el Cupé y el Spider para Vignale. Los dos primeras America se transformaron en 275 S. En 1951, un 340 America Vignale Berlinetta ganó la carrera de las Mille Miglia con Luigi Villoresi al volante. También se inscribieron tres barchettas Touring ese año, pero no terminaron la carrera.
El 340/342 America fue reemplazado por su hermano de motor más grande, el 375 America.

### 342 America
Solo se fabricaron seis coches de carretera: un Vignale Cabriolet (diseñado por Giovanni Michelotti), dos Pinin Farina Cabriolet y tres Pinin Farina Cupé. Utilizando el mismo motor diseñado por Lampredi que en el 340 America pero con una disposición de filtro de aire del carburador diferente, con su potencia reducida a 200 CV (147 kW; 197 HP). El último ejemplar, el Pinin Farina Cabriolet s/n 0248AL presentado en el Salón del Automóvil de Nueva York de 1953, fue actualizado a un motor de 4.5 L. Ambos 340/342 America utilizaron una numeración de chasis par, propia de los coches de carreras de Ferrari, mientras que los 375 America y posteriores utilizaron la numeración de chasis impar de los coches de carretera. Un Black Pinin Farina Cabriolet era propiedad del rey Leopoldo III de Bélgica.

### 375 América

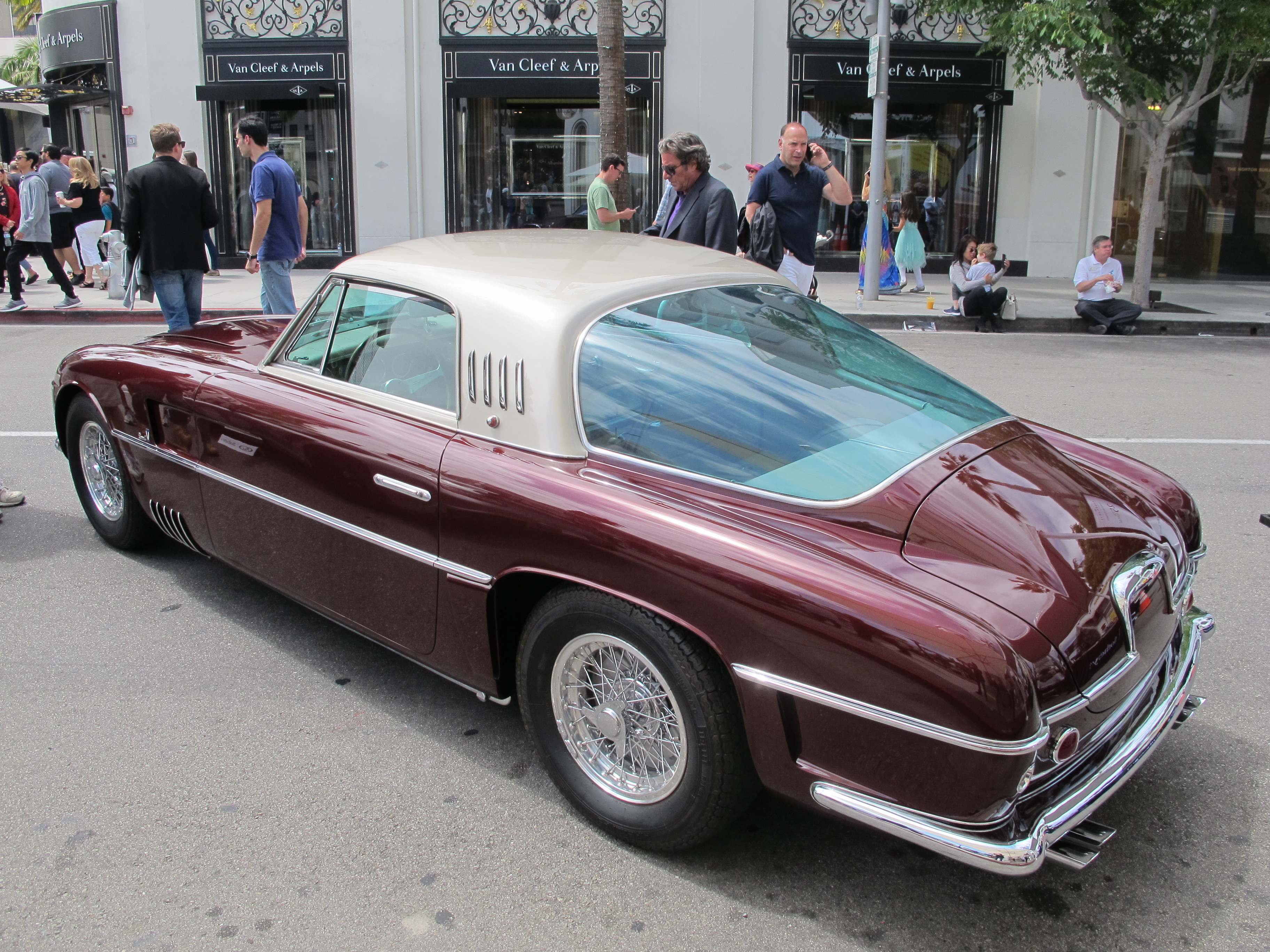
1953 Ferrari 375 America personalizado por Carrozzeria Vignale

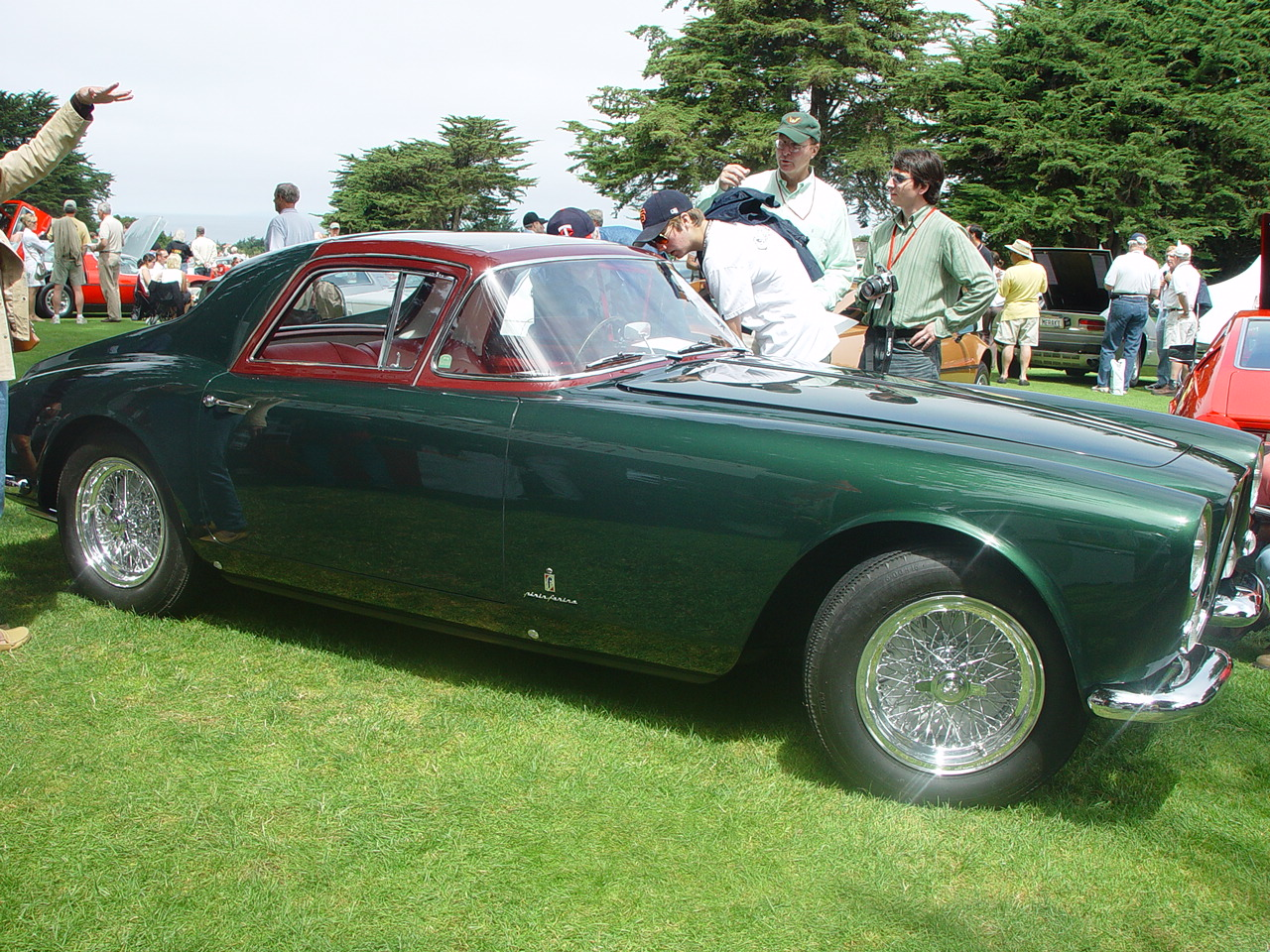
1955 Ferrari 375 America Cupé Speciale por Aldo Brovarone de Pinin Farina para Gianni Agnelli

El 375 America se presentó en 1953 y en el Salón de París de ese año se mostró un modelo con carrocería Pinin Farina. Construido como sucesor del 342 America, el 375 usó el nuevo motor V12 de 4.5 L (4.522 cc) de "bloque largo" diseñado por Lampredi, que producía hasta 300 CV (221 kW; 296 HP) a 6300 rpm, con tres carburadores Weber 40DCF (o DCZ), y le permitía pasar de 0 a 60 mph en menos de siete segundos y alcanzar una velocidad máxima de casi 160 mph (257,5 kmh). El 375 y posteriores utilizaron una numeración de chasis impar los coches de carretera de Ferrari, mientras que el 340/342 America utilizó una numeración de chasis par de los coches de carreras. El 375 era caro y exclusivo y solo se fabricó desde finales de 1953 hasta 1954. Se construyeron doce coches, diez de los cuales eran 375 originales y dos 250 Europa que posteriormente se convirtieron a las especificaciones del 375 (el 250 Europa y el 375 compartían distancia entre ejes, chasis y mecánica). La mayoría de los 375 tenían carrocerías cupé de tres o cinco ventanas de Pinin Farina, aunque Vignale carrozó tres cupés y un convertible.
| Ferrari 410 Superamerica                      | Ferrari 410 Superamerica                 | Ferrari 410 Superamerica                 |
| --------------------------------------------- | ---------------------------------------- | ---------------------------------------- |
| Series III 410 Superamerica Pinin Farina Cupé |                                          |                                          |
| Datos generales                               |                                          |                                          |
| Fabricante                                    | Ferrari                                  | Ferrari                                  |
| Período                                       | 1955–1959 35 fabricados                  | 1955–1959 35 fabricados                  |
| Configuración                                 |                                          |                                          |
| Carrocerías                                   | 2-puertas cupé 2-puertas convertible     | 2-puertas cupé 2-puertas convertible     |
| Dimensiones                                   |                                          |                                          |
| Distancia entre ejes                          | 2800 mm 2600 mm (102,4 pulgadas)         | 2800 mm 2600 mm (102,4 pulgadas)         |
| Planta motriz                                 |                                          |                                          |
| Motor                                         | 5.0 L (4962.96 cc) Tipo 126 Lampredi V12 | 5.0 L (4962.96 cc) Tipo 126 Lampredi V12 |
| Potencia                                      | 340 PS/360 PS                            | 340 PS/360 PS                            |
| Mecánica                                      |                                          |                                          |
| Transmisión                                   | 4-marchas manual                         | 4-marchas manual                         |
| [ editar datos en Wikidata ]                  |                                          |                                          |

| Ferrari 400 Superamerica                            | Ferrari 400 Superamerica                                | Ferrari 400 Superamerica                                |
| --------------------------------------------------- | ------------------------------------------------------- | ------------------------------------------------------- |
| Series I Ferrari 400 Superamerica Cupé Aerodinámico |                                                         |                                                         |
| Datos generales                                     |                                                         |                                                         |
| Fabricante                                          | Ferrari                                                 | Ferrari                                                 |
| Diseñador                                           | Aldo Brovarone en Pinin Farina (Cupé Aerodinámico)      | Aldo Brovarone en Pinin Farina (Cupé Aerodinámico)      |
| Período                                             | 1959–1964 47 made                                       | 1959–1964 47 made                                       |
| Configuración                                       |                                                         |                                                         |
| Carrocerías                                         | 2-puertas cupé 2-puertas convertible                    | 2-puertas cupé 2-puertas convertible                    |
| Dimensiones                                         |                                                         |                                                         |
| Distancia entre ejes                                | 2420 mm (series I) 2600 mm (102,4 pulgadas) (series II) | 2420 mm (series I) 2600 mm (102,4 pulgadas) (series II) |
| Planta motriz                                       |                                                         |                                                         |
| Motor                                               | 4.0 L (3967.44 cc) Tipo 163 Colombo V12                 | 4.0 L (3967.44 cc) Tipo 163 Colombo V12                 |
| Potencia                                            | 340 PS                                                  | 340 PS                                                  |
| Mecánica                                            |                                                         |                                                         |
| Transmisión                                         | 4-marchas manual con sobredirecta                       | 4-marchas manual con sobredirecta                       |
| [ editar datos en Wikidata ]                        |                                                         |                                                         |

### 410 Superamerica
Ferrari produjo otra línea de automóviles America, comenzando con el 410 Superamerica de 1955. El motor, basado en el propulsor del 410 S, ahora cubicaba 5.0 L y producía 340 CV (250 kW; 335 HP) a 6000 rpm gracias a los carburadores triples Weber 40DCF. Un Superamerica serie III de 1957 montaba tres carburadores Weber 46DCF3 para elevar su potencia hasta 360 CV (265 kW; 355 HP), convirtiéndose en el desarrollo final del motor Lampredi V12 de 'bloque largo'.
Cada 410 Superamerica disponía de una carrocería personalizada, con algunas unidades carrozadas por Boano y Ghia, pero la mayoría serían vestidos por el estilista favorito de Ferrari, Pinin Farina. El precio era extremadamente alto: el 410 Superamerica ofrecido en el Salón del Automóvil de Nueva York por el importador Luigi Chinetti costaba 16.800 dólares, más del doble de caro que el Mercedes-Benz 300 SL "Gullwing" exhibido por Max Hoffman. Solo se había fabricado un total de 35 unidades cuando la serie terminó en 1959. Las primeras dos series de cupés de Pinin Farina fueron muy similares, con solo la tercera serie rediseñada radicalmente con ventana trasera no panorámicas, línea lateral diferente, parrilla delantera inferior y más faros integrados, algunos cubiertos. Si bien la mayoría de los cupés Pinin Farina de la tercera serie incluían rejillas detrás de las ventanas laterales, algunos tienen este espacio acristalado. Los coches de la Serie III se introdujeron en 1958.

#### 410 Superfast Pinin Farina Speciale
También conocido como "Superfast I", fabricado en los chasis del 410 Superamerica con motor de carreras de 24 bujías del 410 S, aletas traseras prominentes y carrocería bicolor. Se presentó en el Salón del Automóvil de París de 1956. La distancia entre ejes se redujo a 2600 mm.

#### 4.9 Superfast
Otro coche de exhibición basado en el chasis y el motor del 410 Superamerica fue el Ferrari 4.9 Superfast. Presentado por primera vez en París en 1957, era una evolución del 410 Superfast pero sin las prominentes aletas traseras. También los colores eran similares pero con una carrocería totalmente de color azul verdoso oscuro y techo blanco.
|  |  |  |

### 400 Superamerica
El 400 Superamerica tenía un motor 4.0 L Colombo más pequeño, pero producía tanta potencia como su predecesor, 340 CV (250 kW; 335 HP) a 7000 rpm. Debutó en 1959 cuando terminó la producción del 410, y estaba disponible como cupé, spider o descapotable con carrocería Pinin Farina personalizada. Los frenos de disco a las cuatro ruedas fueron una nueva incorporación. Se habían construido 47 Ferrari 400, en 2 series, cuando el 400 se hizo a un lado en 1964, de los que 32 eran una variante de cupé aerodinámico. Los de la serie I tenían una toma de aire del capó abierta, mientras que los de la serie II tenían una toma de aire cubierta y una distancia entre ejes ligeramente más larga.

#### 400 Superamerica Pinin Farina Cupé Speciale
Una versión especial única del 400 Superamerica, s/n 1517SA, se construyó en 1959 para Gianni Agnelli. Este automóvil también sería el primero de los 400 Superamerica. Una carrocería muy similar con su característica parrilla cuadrada, se usó en el Maserati 5000 GT que también fue construido para Agnelli.

#### 400 Superamerica Superfast II–IV
Construido originalmente como parte de la serie I del Ferrari 400 Superamerica Aerodinámico Pinin Farina Cupé, chasis no. 2207SA, fue carrozado y presentado como Superfast II en el Salón del Automóvil de Torino en 1960 y 1961. Battista "Pinin" Farina lo utilizó como su automóvil personal. En 1961 se modificó como "Superfast III" y se presentó en el Salón del Automóvil de Ginebra de 1962. El mismo año se rediseñó por última vez como "Superfast IV".
|  |  |  |  |

Era un concepto de estilo para el siguiente modelo, el 500 Superfast. Este coche de exhibición se ha podido ver después en varios eventos con su primer estilismo.
| Ferrari 500 Superfast        | Ferrari 500 Superfast                              | Ferrari 500 Superfast                              |
| ---------------------------- | -------------------------------------------------- | -------------------------------------------------- |
|                              |                                                    |                                                    |
| Datos generales              |                                                    |                                                    |
| Fabricante                   | Ferrari                                            | Ferrari                                            |
| Diseñador                    | Aldo Brovarone de Pininfarina                      | Aldo Brovarone de Pininfarina                      |
| Período                      | 1964–1966 36 fabricados                            | 1964–1966 36 fabricados                            |
| Configuración                |                                                    |                                                    |
| Carrocerías                  | 2-puertas cupé                                     | 2-puertas cupé                                     |
| Dimensiones                  |                                                    |                                                    |
| Longitud                     | 4820 mm (189,8 pulgadas)                           | 4820 mm (189,8 pulgadas)                           |
| Anchura                      | 1730 mm                                            | 1730 mm                                            |
| Altura                       | 1280 mm (50,4 pulgadas)                            | 1280 mm (50,4 pulgadas)                            |
| Distancia entre ejes         | 2650 mm                                            | 2650 mm                                            |
| Planta motriz                |                                                    |                                                    |
| Motor                        | 5.0 L (4962.96 cc) Tipo 208 Colombo V12            | 5.0 L (4962.96 cc) Tipo 208 Colombo V12            |
| Potencia                     | 400 PS                                             | 400 PS                                             |
| Mecánica                     |                                                    |                                                    |
| Transmisión                  | 4-marchas manual con sobredirecta 5-marchas manual | 4-marchas manual con sobredirecta 5-marchas manual |
| [ editar datos en Wikidata ] |                                                    |                                                    |

| Ferrari 365 California       | Ferrari 365 California                   | Ferrari 365 California                   |
| ---------------------------- | ---------------------------------------- | ---------------------------------------- |
|                              |                                          |                                          |
| Datos generales              |                                          |                                          |
| Fabricante                   | Ferrari                                  | Ferrari                                  |
| Diseñador                    | Tom Tjaarda de Pininfarina               | Tom Tjaarda de Pininfarina               |
| Período                      | 1966–1967 14 fabricados                  | 1966–1967 14 fabricados                  |
| Configuración                |                                          |                                          |
| Carrocerías                  | 2+2 convertible                          | 2+2 convertible                          |
| Dimensiones                  |                                          |                                          |
| Longitud                     | 4900 mm (192,9 pulgadas)                 | 4900 mm (192,9 pulgadas)                 |
| Anchura                      | 1780 mm                                  | 1780 mm                                  |
| Altura                       | 1330 mm (52,4 pulgadas)                  | 1330 mm (52,4 pulgadas)                  |
| Distancia entre ejes         | 2650 mm                                  | 2650 mm                                  |
| Planta motriz                |                                          |                                          |
| Motor                        | 4.4 L (4390.35 cc) Tipo 217B Colombo V12 | 4.4 L (4390.35 cc) Tipo 217B Colombo V12 |
| Potencia                     | 320 PS                                   | 320 PS                                   |
| Mecánica                     |                                          |                                          |
| Transmisión                  | 5-marchas manual                         | 5-marchas manual                         |
| Otros modelos                |                                          |                                          |
| Relacionado                  | Ferrari 500 Superfast                    | Ferrari 500 Superfast                    |
| [ editar datos en Wikidata ] |                                          |                                          |

### 500 Superfast

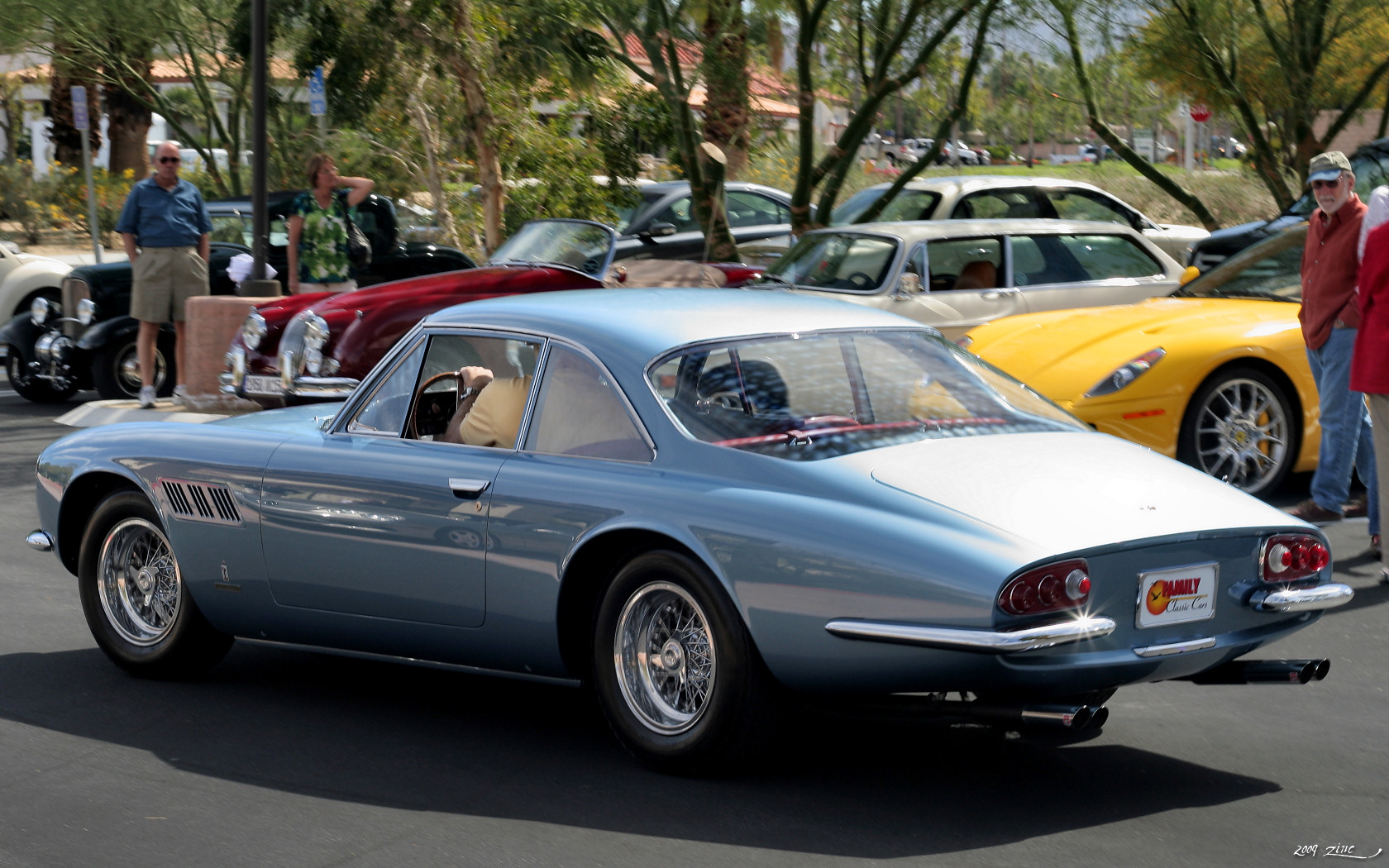
Vista posterior de un 500 Superfast

El final de la serie superior del America fue el 500 Superfast, que se mostró por primera vez en el expositor de Pininfarina en el Salón del Automóvil de Ginebra de marzo de 1964. Durante el desarrollo, estos coches se llamarían "Superamerica", pero en el último momento se tomó la decisión de utilizar la denominación "Superfast".
El motor era un Ferrari Colombo V12 de 4962,96 cm³ (303 plg³), el único con las mismas dimensiones que los motores de "bloque largo" de Lampredi del 410 Superamerica. En el resto, el diseño se basó en el motor de "bloque corto" original de Colombo. Alimentado por seis carburadores Weber 40DCZ/6 de doble estrangulador, el V12 rendía 400 CV (294 kW; 395 HP) a 6500 rpm, impulsando el automóvil hasta los 280 kilómetros por hora (174 mph). El chasis era muy similar en construcción al del 330 GT 2+2 contemporáneo, y la carrocería fue realizada de nuevo por Pininfarina. Al salir de fábrica, el 500 Superfast montaba originalmente neumáticos Cinturato Pirelli CN72 205 VR15.
Se fabricaron 36 unidades entre 1964 y 1966, incluidos 12 modelos mejorados con una transmisión manual de 5 velocidades en lugar de la anterior de 4 velocidades con sobredirecta. Este total de producción excluye un 330 GT 2+2, el único producido con una carrocería de estilo Superfast para el príncipe Bernardo de los Países Bajos. Solo se fabricaron cupés y no se dispuso de Superfast convertibles.

### 365 California

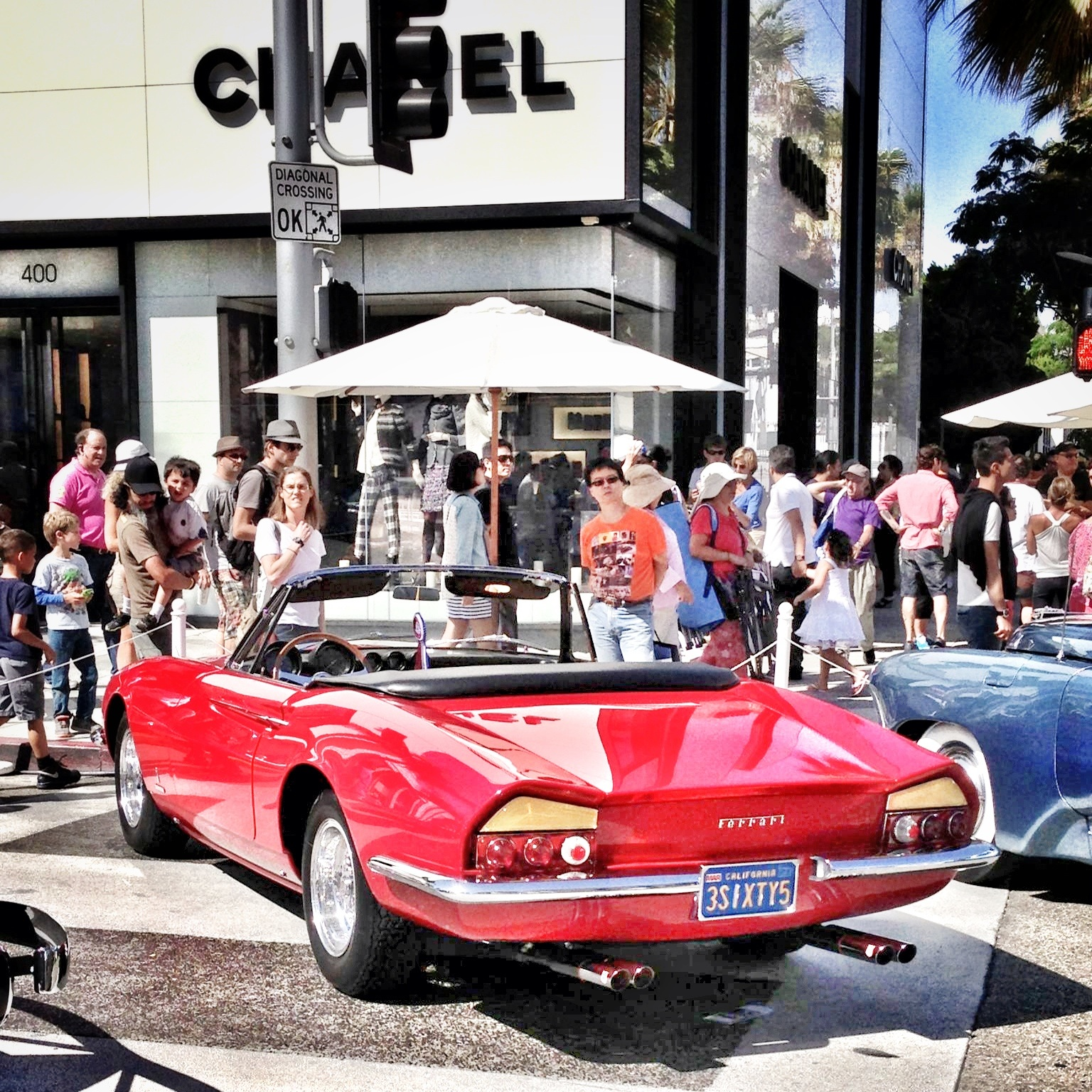
Ferrari 365 California

El 365 California reemplazó al 500 Superfast en 1966. Fue el primer modelo 365, con su  motor V12 de 4390 cm³ (268 plg³) basado en la unidad 4.0 L diseñada por Gioacchino Colombo del 330,  pero con un diámetro interior de 81 mm. El 365 California usó el mismo chasis que el 500 Superfast pero con una carrocería cabriolet evolucionada de Pininfarina. Debutando en Salón del Automóvil de Ginebra de 1966, solo se fabricaron 14 unidades (incluidas dos con el volante a la derecha) antes de que terminara la producción en 1967. Mientras que el prototipo se construyó sobre el chasis del 330 GT 2+2 tipo 571, en las unidades posteriores se empleó el chasis del tipo 598. Los chasis se enviaron a la planta de Pininfarina en Grugliasco para ser reparados y recortados, y luego se devolvieron a Ferrari para el montaje de los componentes mecánicos.